# Szamsatdin Abbasow
Szamsatdin Ali-ogły Abbasow (ros. Шамсатдин Али-оглы Аббасов; ur. 10 września 1966) – radziecki zapaśnik walczący w stylu klasycznym. Drugi w Pucharze Świata w 1990. 
Mistrz ZSRR w 1990 i trzeci w 1989 roku.